# Golden Axe II

Golden Axe II (ゴールデンアックス II, Gooruden Akkusu Tsū) um videogame de beat 'em up side-scrolling desenvolvido e publicado pela Sega, lançado pela primeira vez para Mega Drive em dezembro de 1991. É a continuação do jogo para console doméstico da popular série Golden Axe, marcando o segundo jogo da série, embora o arcade tenha visto uma sequência em 1992, intitulada Golden Axe: The Revenge of Death Adder. Golden Axe II foi lançado apenas no Mega Drive, enquanto o original foi lançado em muitas outras plataformas. O jogo apareceu mais tarde em Sonic's Ultimate Genesis Collection para Xbox 360 e PlayStation 3, e como um port para iOS no iTunes.

## Enredo
Os três personagens jogáveis do primeiro Golden Axe, Axe Battler, Tyris Flare e Gilius Thunderhead, retornam em Golden Axe II para salvar o povo da terra derrotando o novo clã maligno, liderado por Dark Guld, e recuperando o Golden Axe, que está em sua posse. O jogo apresenta um total de sete níveis: seis níveis de rolagem e um final de batalha contra o Dark Guld.